# SYSTEM22
SYSTEM22（システム22）は、ナムコがリリースしたアーケードゲーム基板。SYSTEM21の後継基板で、性能が向上しており、ポリゴンを使用した3Dグラフィックス表示とテクスチャマッピングを使用した綺麗なグラフィックスを特徴とする。
後に仕様や構成はSYSTEM22をベースに、描画性能をアップさせたSYSTEM SUPER22も登場する。

## 主要スペック
- メインCPU : モトローラ MC68020@ 24.576MHz(CISC系32bitプロセッサー)
- CPU性能:32bit固定小数演算性能:7.6MIPS、半精度浮動小数点演算性能:195KFLOPS
- 2Dアクセラレーター:ナムコのカスタムビデオチップセット(C300, C304, C305 Palette, C335)
- 主な機能:ズーム付きスプライトレイヤー、タイルマップレイヤー、文字テキストレイヤー、24bitフルカラー
- テクスチャマッピング3Dアクセラレーター:ナムコ自社開発品「TR3」
- 性能:浮動小数点性能:半精度演算:400MFLOPS
- 対応技術:テクスチャマッピング、グーローシェーディング、アルファブレンディング、Zバッファ、ハードウェアT&L
- ポリゴン描画能力 : 240キロポリゴン/秒(24万ポリゴン/秒)
- 3DDSP : テキサス・インスツルメンツ TMS32025 49.152MHz 2個
- 性能:固定小数点演算: 16 ビットおよび 32 ビット演算性能:49.152 MIPS (DSP あたり 24.576 MIPS、MHz あたり 0.5 MIPS)
- 浮動小数点演算性能: 半精度演算:504,103 FLOPS (DSPあたり246KFLOPS, MHzあたり5KFLOPS)
- サウンド : 三菱電機 M37710 + ナムコ C352+カスタムチップ
- 性能:(ナムコC352):32チャンネル、サンプリングレート:42kHz@8ビットリニアPCM、8 ビット μ-rawPCM
- 解像度:640X480(4:3アスペクト比),リフレッシュレート:59Hz～60Hz

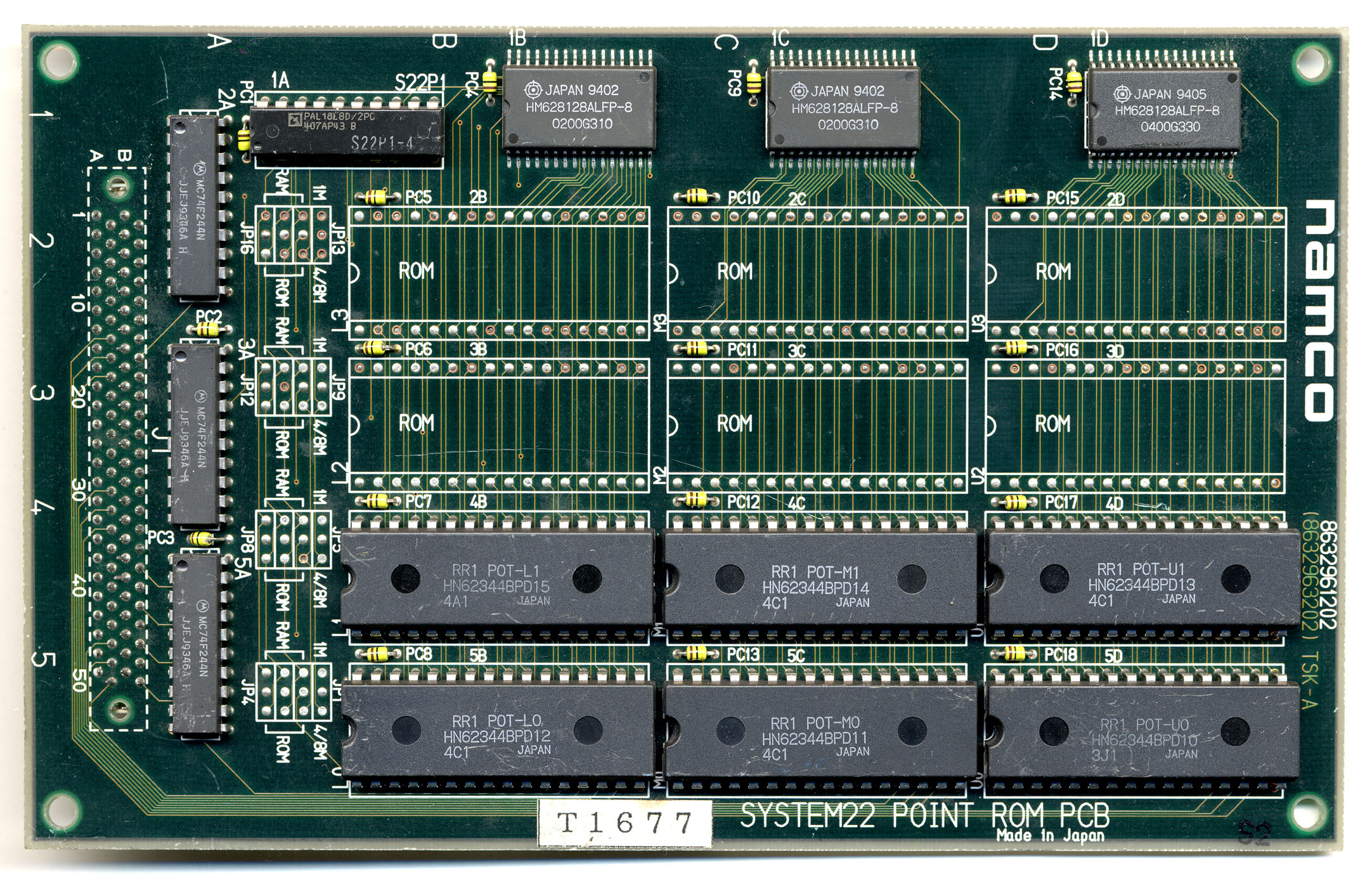
SYSTEM22 POINT ROM PCB

## 主なタイトル

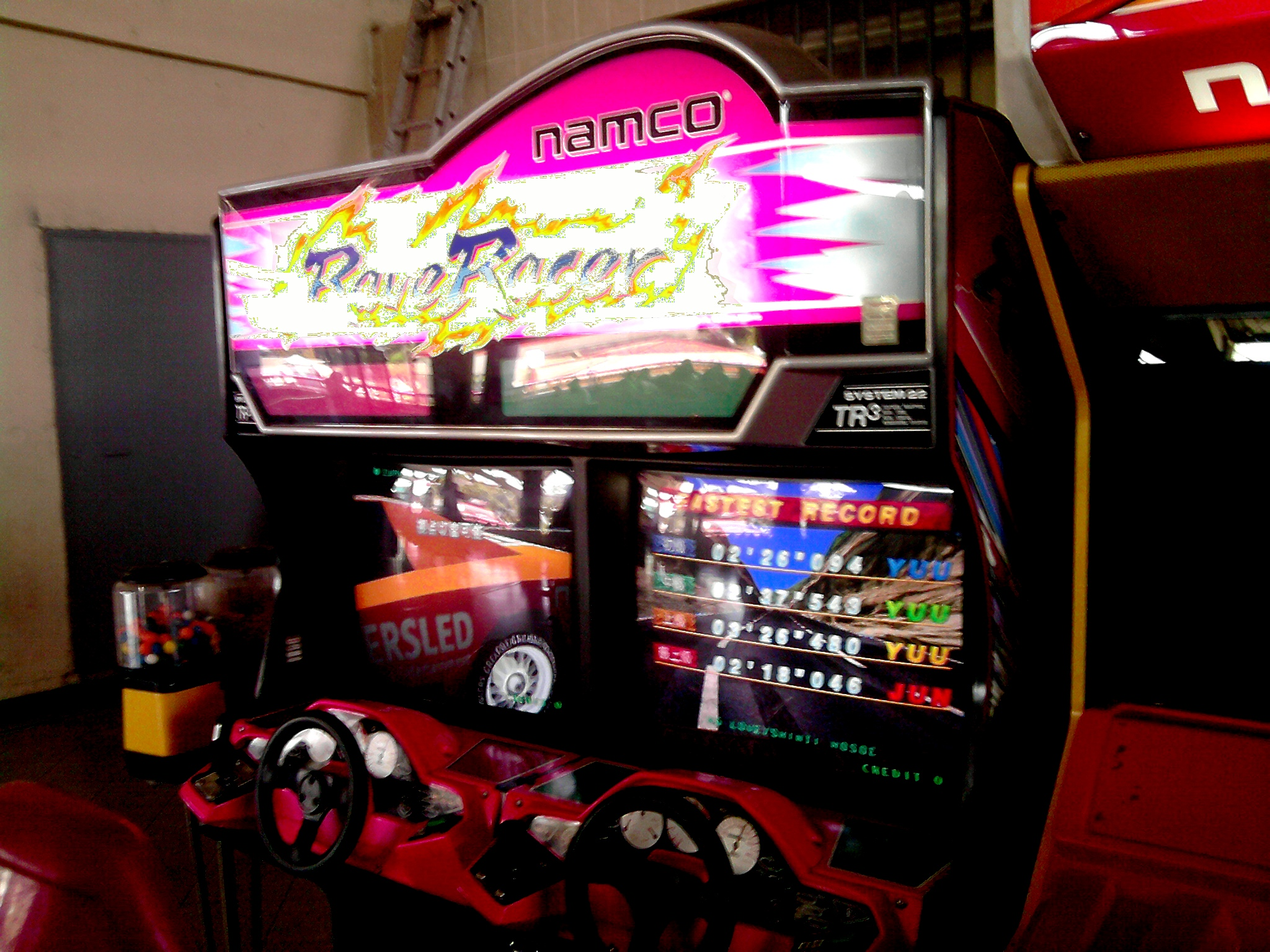
レイブレーサー

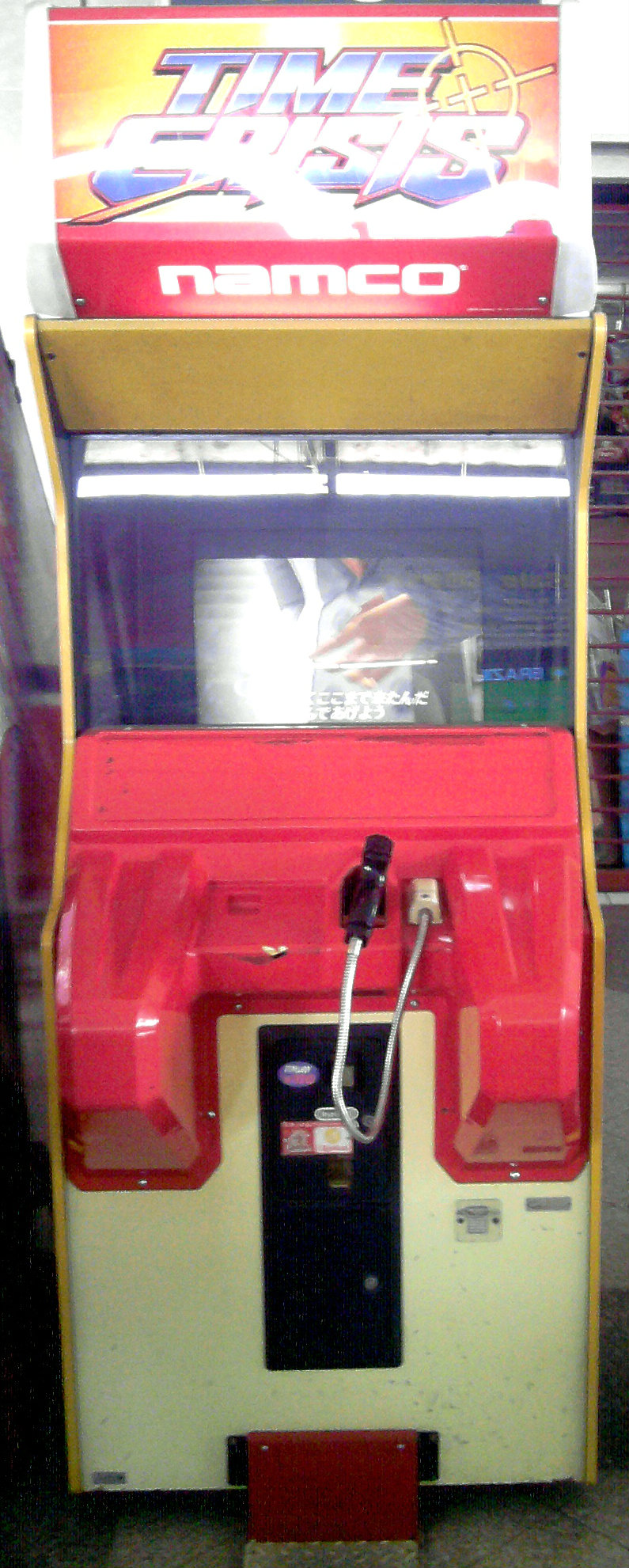
タイムクライシス

### SYSTEM22
| 稼働時期                                      | 作品名                             | 備考 |
| --------------------------------------------- | ---------------------------------- | ---- |
| 1992年                                        | シムドライブ                       |      |
| 1993年10月                                    | リッジレーサー                     |      |
| 1994年6月中旬（2人用） 1994年7月上旬（1人用） | リッジレーサー2                    |      |
| 1994年                                        | エースドライバー                   |      |
| 1994年                                        | サイバーコマンド                   |      |
| 1995年                                        | レイブレーサー                     |      |
| 1996年                                        | エースドライバー・ビクトリーラップ |      |

### SYSTEM SUPER22
| 稼働時期 | 作品名               | 備考 |
| -------- | -------------------- | ---- |
| 1995年   | エアーコンバット22   |      |
| 1995年   | サイバーサイクルズ   |      |
| 1995年   | アルペンレーサー     |      |
| 1995年   | ダートダッシュ       |      |
| 1996年   | タイムクライシス     |      |
| 1996年   | アルペンサーファー   |      |
| 1996年   | プロップサイクル     |      |
| 1996年   | アクアジェット       |      |
| 1996年   | トーキョーウォーズ   |      |
| 1996年   | アルペンレーサー2    |      |
| 1997年   | アルマジロレーシング |      |